# Borgo antico di Brienza

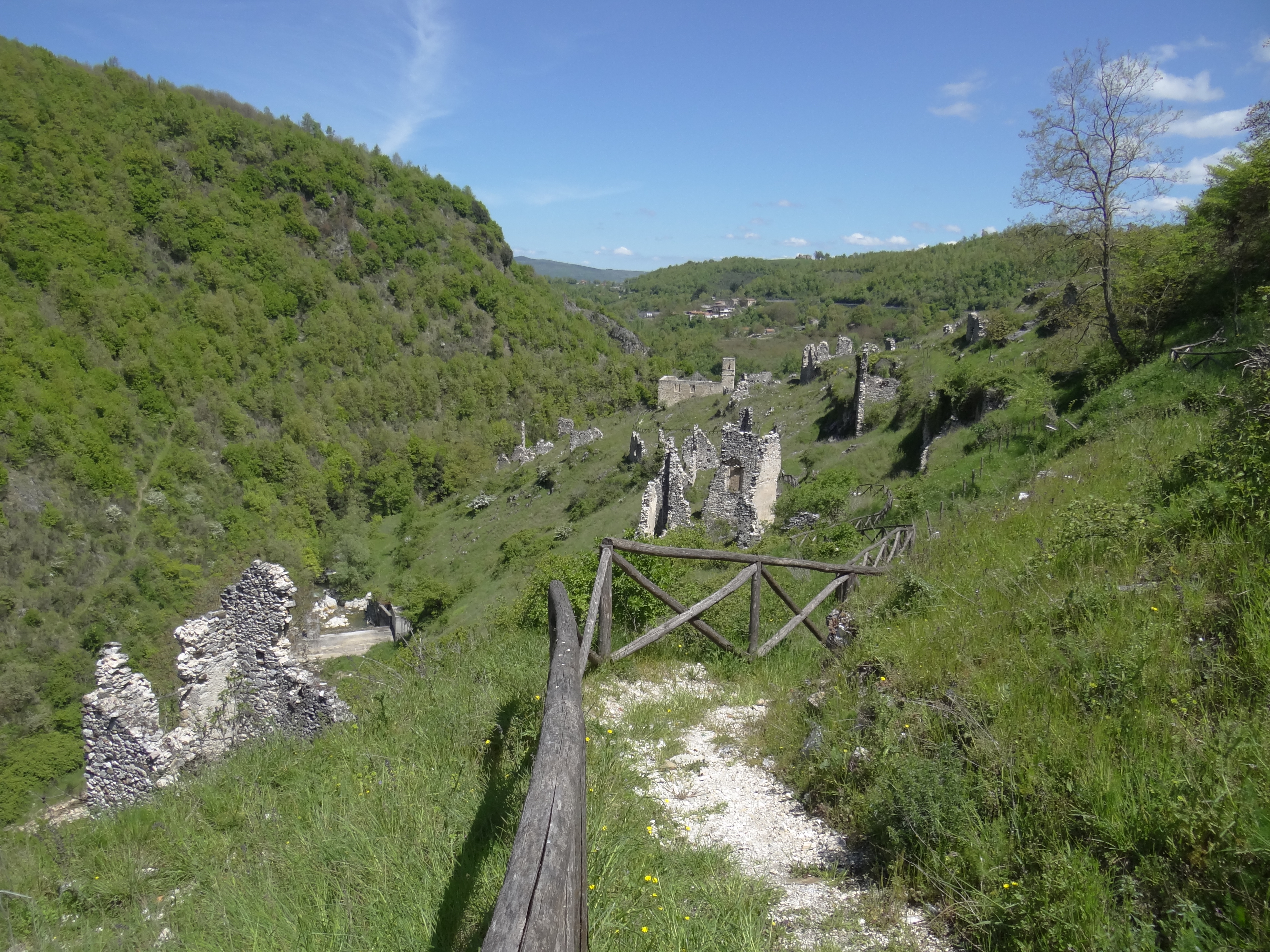
Ruderi del borgo antico di Brienza

Il Borgo antico di Brienza è il nucleo storico del comune situato in provincia di Potenza, in Basilicata. Durante il terremoto del 1857 fu completamente distrutto. Gran parte delle abitazioni crollarono, vi fu il cedimento parziale del castello Caracciolo (Brienza) e 151 vittime. A seguito di tale disastro fu abbandonata e la cittadina trasferita più a valle. Il borgo è considerato uno delle città fantasma italiane.

## Monumenti e luoghi di interesse
In questa parte antica del paese si conservano le tracce dei quartieri residenziali con abitazioni disposte a schiera. Il nucleo più antico, databile tra il VII e l’VIII secolo, è rappresentato dalla chiesa a navata unica di San Martino, mentre nel X secolo si sviluppano le aree residenziali distribuite nelle immediate vicinanze della chiesa di San Nicola di piazza Piana (poi Santa Elisabetta, oggi Via Archi) e di San Nicolò dell’Arco e nell’XI secolo intorno alla Chiesa di Santa Maria Assunta (che divenne chiesa Madre nel 1683). Accanto alla torre, posta all’estremità della cinta di fortificazione nella zona più ripida del pianoro, si apre la porta della Torricella, che immette nell’area residenziale di San Michele dei Greci. In posizione elevata, a controllo di tutto l’abitato e della sottostante vallata, è il castello Caracciolo, la cui forma quasi triangolare, su tre piani, si adatta alla conformazione della collina su cui si erge. Nella parte sommitale dell’abitato, è posto il santuario del Santissimo Crocifisso (Brienza) a unica navata, databile al 1237.